# Gradul unei extinderi de corp
În matematică, în special în teoria corpurilor, gradul unei extinderi de corp este o măsură aproximativă a „dimensiunii” extinderii corpului. Conceptul joacă un rol important în multe domenii ale matematicii, inclusiv algebra abstractă și teoria numerelor, practic în orice domeniu care tratează corpurile.

## Definiție și notații
Fie E/F o extindere de corp. Atunci E poate fi considerat un spațiu vectorial peste F (corpul scalarilor). Dimensiunea acestui spațiu vectorial se numește gradul extinderii corpului și este notat cu [E:F].
Gradul poate fi finit sau infinit, corpul fiind numit extindere finită, respectiv extindere infinită. O extindere E/F se mai spune uneori că este, simplu, finită dacă este o extindere finită; acest lucru nu trebuie confundat cu corpurile finite (corpuri cu un număr finit de elemente, chiar multe).
Gradul nu trebuie confundat cu gradul de transcendență al unui corp; de exemplu, corpul Q(X) al funcțiilor raționale are grad infinit peste Q, dar gradul său de transcendență este 1.

## Formula de înmulțire pentru grade
Având în vedere trei câmpuri dispuse într-o succesiune verticală (turn), de exemplu "K", un subcorp al lui, "L", care este la rândul său un subcorp al lui "M", există o relație simplă între gradele ale celor trei extinderi "L"/"K", "M"/"L" și "M"/"K":
{\displaystyle [M:K]=[M:L]\cdot [L:K].}
Cu alte cuvinte, gradul de la „jos” la „sus” este produsul gradelor de la „jos” la „mijloc” și apoi de la „mijloc” la „sus”. Este destul de analog cu Teorema Lagrange în teoria grupurilor, care corelează ordinea unui grup cu ordinea și indicele⁠(d) unui subgrup. Teoria lui Galois arată că această analogie este mai mult decât o simplă coincidență.
Formula este valabilă atât pentru extinderile finite, cât și pentru cele infinite. În cazul extinderilor infinite produsul este interpretat în sensul produselor de numere cardinale. În special, aceasta înseamnă că dacă M/K este finită, atunci atât M/L, cât și L/K sunt finite.
Dacă M/K este finită, atunci formula impune restricții puternice asupra tipurilor de corpuri care pot apărea între M și K, prin simple considerații aritmetice. De exemplu, dacă gradul [M:K] este un număr prim p, atunci pentru orice corp intermediar L pot exista unul din două cazuri: fie [M:L] = p și [L:K] = 1, caz în care L este egal cu K, fie [M:L] = 1 și [L:K] = p, caz în care L este egal cu M. Prin urmare, nu există corpuri intermediare (în afară de M și K însele).

### Demonstrația formulei de înmulțire în cazul finit
Fie K, L și M un turn de corpuri cu dimensiunile din formula de mai sus, și fie ca ambele d = [L:K] și e = [M:L] să fie finite. Aceasta înseamnă că se poate selecta o bază {u1, ..., ud} pentru L peste K și o bază {w1, ..., we} pentru M peste L. Se va arăta că elementele umwn, din gama m: 1, 2, ..., d și gama n: 1, 2, ..., e formează o bază pentru M/K; deoarece există tocmai de din ele, acest lucru demonstrează că dimensiunea lui M/K este de, ceea ce este rezultatul dorit.
În primul rând se verifică spațiul vectorial generat⁠(d) M/K. Dacă x este un element oarecare din M, atunci deoarece wn formează o bază pentru M peste L, există elemente an în L astfel încât
{\displaystyle x=\sum _{n=1}^{e}a_{n}w_{n}=a_{1}w_{1}+\cdots +a_{e}w_{e}.}
Atunci, deoarece um formează o bază pentru L peste K, există elemente bm,n în K astfel încât pentru orice n,
{\displaystyle a_{n}=\sum _{m=1}^{d}b_{m,n}u_{m}=b_{1,n}u_{1}+\cdots +b_{d,n}u_{d}.}
Acum, folosind distributivitatea și asociativitatea înmulțirii în M se vede că
{\displaystyle x=\sum _{n=1}^{e}\left(\sum _{m=1}^{d}b_{m,n}u_{m}\right)w_{n}=\sum _{n=1}^{e}\sum _{m=1}^{d}b_{m,n}(u_{m}w_{n}),}
fapt care arată că x este o combinație liniară de umwn și coeficienții din K; altfel spus, aceștia generează M peste K.
În al doilea rând trebuie verificat dacă acestea sunt independente liniar⁠(d) peste K. Pentru asta se presupune că
{\displaystyle 0=\sum _{n=1}^{e}\sum _{m=1}^{d}b_{m,n}(u_{m}w_{n})}
pentru niște coeficienți bm,n în K. Folosind din nou distributivitatea și asociativitatea, termenii se pot grupa:
{\displaystyle 0=\sum _{n=1}^{e}\left(\sum _{m=1}^{d}b_{m,n}u_{m}\right)w_{n},}
și se vede că termenii dintre paranteze trebuie să fie zero, deoarece ei sunt elemente din L, iar wn este independentă liniar peste L. Adică
{\displaystyle 0=\sum _{m=1}^{d}b_{m,n}u_{m}}
pentru orice n. Atunci, deoarece coeficienții bm,n sunt din K, iar um este independentă liniar peste K, trebuie ca bm,n = 0 pentru orice m și n. Asta arată că elementele umwn sunt independente liniar peste K, aceasta fiind concluzia demonstrației.

### Demonstrația formulei de înmulțire în cazul infinit
În acest caz se pornește cu bazele uα și wβ ale L/K, respectiv M/L, unde α provine din mulțimea de indecși A, iar β din mulțimea de indecși B. Folosind o argumentație identică cu cea de mai sus, se găsește că produsul uαwβ formează o bază pentru M/K. Acestea sunt indexate de produsul cartezian A × B, care prin definiție are cardinalitatea⁠(d) egală cu produsul cardinalităților A și B.

## Exemple
- Numerele complexe sunt o extindere de corp numerelor reale cu gradul [C:R] = 2, ca urmare nu există corpuri netriviale între ele.
- Extinderea de corp Q(√2, √3), obținută prin adăugarea √2 și √3 la corpul numerelor raționale Q are gradul 4, adică [Q(√2, √3):Q] = 4. Corpul intermediar Q(√2) are gradul 2 peste Q; din formula de înmulțire se obține [Q(√2, √3):Q(√2)] = 4/2 = 2.
- Corpul finit (corpul Galois) GF(125) = GF(53) are gradul 3 peste subcorpul său GF(5). Mai general, dacă p este un număr prim iar n, m sunt întregi pozitivi cu n fiind un divizor al lui m, atunci [GF(pm):GF(pn)] = m/n.
- Extinderea de corp C(T)/C, unde C(T) este corpul funcțiilor raționale peste C, are un grad infinit deoarece este o extindere pur transcendentă. Asta reiese din observația că elementele 1, T, T2 etc. sunt independente liniar peste C.
- Extinderea de corp C(T2) are și ea un grad infinit peste C. Totuși, dacă C(T2) este văzut ca un subcorp al C(T), atunci de fapt [C(T):C(T2)] = 2. Mai general, dacă X și Y sunt curbe algebrice⁠(d) peste corpul K, iar F : X → Y este un morfism surjectiv între ele de grad d, atunci corpurile funcțiilor K(X) și K(Y) sunt ambele de grad infinit peste K, dar gradul [K(X):K(Y)] se dovedește a fi egal cu d.

## Generalizare
Fiind date două inele cu diviziune E și F cu F conținut în E iar înmulțirea și adunarea în F fiind restricționate la operațiile din E, se consideră E ca fiind un spațiu vectorial peste F în două moduri: cu scalarii acționând la stânga, dând o dimensiune [E:F]s și cu scalarii acționând la dreapta, dând o dimensiune [E:F]d. Cele două dimensiuni nu trebuie să fie la fel. Ambele dimensiuni satisfac însă o formulă de înmulțire pentru șirurile de inele cu diviziune; demonstrația de mai sus se aplică nemodificată scalarilor cu acțiune la stânga.